# Intercrosse
Intercrosse - sport, będący bezkontaktową formą lacrosse, ze skodyfikowanymi zasadami, w którym używa się sprzętu do sofcrosse. Jako sport drużynowy jest popularny w Europie, a także w Kanadzie. 
Istnieją dwa główne międzynarodowe turnieje w intercrosse. Pierwszy to World Games, mający formę mniej formalną, drugi to Puchar Świata, na którym występują reprezentacje narodowe.